# Roger de Breteuil, II conte di Hereford
Roger de Breteuil, II conte di Hereford (fl. XI secolo), è stato un nobile normanno.

## Biografia
Era il figlio secondogenito di William FitzOsbern, I conte di Hereford, e di sua moglie Adeliza de Tosny. Alla morte del padre nella battaglia di Cassel del 1071, ne ricevette le terre inglesi e il titolo di conte di Hereford.
A differenza del padre, fedelissimo di Guglielmo I d'Inghilterra, Roger era molto ambizioso e autonomista, e sfruttò il matrimonio della sorella Emma con Ralph de Gael, II conte di Norfolk nel 1074, celebrato senza il permesso del sovrano, per creare un'alleanza anti-regia. Poco dopo Guglielmo I si assentò dal regno d'Inghilterra per tornare nei suoi possedimenti normanni, e il conte di Hereford, accattivatosi le simpatie di numerosi anglosassoni, ne approfittò per lanciare una ribellione in armi, la cosiddetta rivolta dei conti.
Le armate ribelli erano due, una al comando del conte di Hereford e un'altra sotto il conte di Norfolk, e si sarebbero dovute congiungere per poter costituire una seria minaccia ai presidi lealisti nel paese. Roger de Breteuil quindi marciò verso l'alleato, ma venne bloccato presso il fiume Severn dal fyrd anglosassone del vescovo Vulstano di Worcester e dai soldati lealisti di Walter de Lacy. Le armate ribelli non riuscirono quindi a concludere azioni significative, e al ritorno di Guglielmo nel 1075 i loro capi furono costretti alla resa.
Roger de Breteuil venne processato e privato della totalità delle terre e dei beni. Venne quindi incarcerato, rimanendo prigioniero per i successivi dodici anni. Secondo Orderico Vitale rimase in prigione fino alla propria morte, avvenuta molti anni dopo, mentre invece Fiorenzo di Worcester afferma che fu tra i prigionieri che beneficiarono del perdono reale concesso da Guglielmo I in punto di morte nel 1087, venendo quindi rilasciato. Comunque sia, dopo il 1087 non si hanno più notizie dell'ex-conte di Hereford.

## Discendenza
Il nome della moglie di Roger non è noto; da lei ebbe due figli, entrambi soldati al servizio di Enrico I d'Inghilterra:
- Renaud, che riuscì a recuperare parte del patrimonio paterno e da cui discese la famiglia de Ballon;
- Roger.